# Полифагия (экология)
Полифагия, или многоядность, — использование животными-полифагами различной растительной и животной пищи, в том числе и миксофагия — возможность поедания и животной, и растительной пищи. Полифаги — консументы, рацион которых составляет сравнительно широкий набор жертв. Полифагический характер питания противоположен стенофагии. Крайняя степень развития полифагии — всеядность. Многоядность вида в ходе его эволюции (или онтогенеза отдельных особей) может постепенно переходить в стенофагию, в зависимости от условий среды.
Полифагия обычно связана с определёнными анатомическими, физиологическими и биохимическими адаптациями пищеварительной системы, так, например, набор пищеварительных ферментов у полифагов значительно шире, чем у стенофагов. Биологическое преимущество многоядности в том, что она даёт возможность существовать животным в условиях с неустойчивой кормовой базой, с неустойчивыми запасами отдельных видов кормов. Она обычна в биоценозах с бедным видовым составом (например, тундра, тайга). Слабая её сторона — менее эффективное использование отдельных видов пищи в связи с невозможностью идеальной адаптации вида ко многим факторам (в данном случае — к разным видам пищи), поэтому стенофаги обычно лучше переваривают свою пищу.
К полифагам относятся, например, гусеницы лугового мотылька, питающиеся более чем на 200 видах растений; рыжие лесные муравьи поедают представителей сотен видов беспозвоночных и даже некоторые растения. Многоядны лягушки, ящерицы, малоспециализированные хищные птицы (канюки, коршуны).